# Richard Tolman
Pour les articles homonymes, voir Tolman.
Richard Chase Tolman (né le 4 mars 1881 à West Newton, Massachusetts, États-Unis - 5 septembre 1948 à Pasadena) était un physicien, physico-chimiste et cosmologiste d'origine américaine. Il fut une sommité en mécanique statistique. Il apporta également d'importantes contributions à la cosmologie théorique dans les années ayant immédiatement suivi la création de la relativité générale par Albert Einstein. Il était professeur de chimie physique ainsi que de physique mathématique au  California Institute of Technology (Caltech).

## Biographie
Richard Tolman étudia le génie chimique au Massachusetts Institute of Technology, ou il obtint son bachelor's degree en 1903 et son Ph.D. en 1910.
En 1912, il inventa le concept de masse relativiste en écrivant que « l'expression m0(1 - v2/c2)-1/2 convient mieux pour la masse d'un corps en mouvement ».
Lors d'une expérience en 1916, Tolman démontra que l'électricité consiste en un flux d'électrons circulant dans un conducteur électrique métallique. Un sous-produit de cette expérience fut la mesure de la valeur de la masse de l'électron. Mais cependant et par-dessus tout, il était d'abord connu comme un théoricien.
Tolman fut élu en 1922 membre de l'American Academy of Arts and Sciences. La même année, il rejoignit la faculté du California Institute of Technology, où il devint professeur de chimie physique et de physique mathématiques, puis ultérieurement doyen du second cycle. Un des premiers étudiants de Tolman au Caltech a été le théoricien de la chimie Linus Pauling, à qui il enseigna les prémisses de la  théorie quantique de la mécanique ondulatoire.
Tolman a enseigné au Massachusetts Institute of Technology et aux universités de Michigan, de Cincinnati (Ohio), et d'Illinois. Il fut Directeur du Fixed Nitrogen Research Laboratory, professeur de physico-chimie et de physique mathématique et doyen de troisième cycle d'université au California Institute of Technology.
En 1927, Tolman publia un texte sur la mécanique statistique s'appuyant sur l'ancienne théorie quantique de Max Planck, Niels Bohr, et Arnold Sommerfeld. En 1938, il publia un travail entièrement nouveau, couvrant en détail l'application de la mécanique statistique à la fois aux systèmes classique et quantique. C'est devenu un ouvrage de référence sur ce sujet pendant de nombreuses années, et il conserve toujours de l'intérêt au début du XXIe siècle.
Pendant les dernières années de sa carrière, il a été parmi les premiers à s'intéresser au problème des perturbations cosmologiques, ainsi qu'à des aspects relatifs à la thermodynamique dans un univers en expansion.  Tolman s'est intéressé de plus en plus aux applications de la thermodynamique aux systèmes relativistes et à la cosmologie. Ces travaux culminèrent dans une monographie importante de 1934. Il a notamment démontré qu'un rayonnement ayant un spectre de corps noir dans un univers en expansion se refroidissait  en conservant ce spectre, mais voyait sa température décroître du fait de son expansion. Ce résultat crucial explique le fait que le fond diffus cosmologique, sorte d'écho lumineux du Big Bang est aujourd'hui un rayonnement extrêmement froid à 2,7 K. Ses recherches autour de l'hypothèse du modèle oscillatoire, qu'Einstein avait proposé en 1930, conduisirent à une diminution notable de son influence jusque dans les années 1960.
Coauteur avec Albert Einstein de plusieurs articles sur les paradoxes apparents de la mécanique quantique, il est l'auteur de la théorie semi-classique des interactions entre matière et rayonnement. Pour ce faire, il s'appuya sur les travaux d'Arthur Compton et Chandrashekhara Venkata Râman et discuta, dès 1924, les « températures négatives » (aujourd'hui, cette expression est remplacée par inversion de population) qui rendront possible l'invention du laser.
Pendant la Seconde Guerre mondiale, il fut désigné au National Defense Research Committee. Lorsque le Président Roosevelt nomma Vannevar Bush comme président, les autres membres du comité le choisirent comme vice-Président. Il occupa le poste de conseiller scientifique du général Leslie Richard Groves pendant le Projet Manhattan. Au moment de son décès à Pasadena (Californie), il était conseiller-en-chef de Bernard Baruch, le représentant américain auprès de la Commission de l'énergie atomique des  Nations unies.
Chaque année, la section Californie du Sud de l'American Chemical Society honore Tolman en attribuant sa médaille Tolman « en reconnaissance de contributions remarquables à la chimie ».
Il fut également membre de l'American Academy of Arts and Sciences. Il est enfin l'auteur de Statistical Mechanics with Applications to Physics and Chemistry.
Il était membre de l'Alliance Technique fondée en 1918-19 par Howard Scott.
Son frère est le psychologue comportementaliste Edward Chace Tolman.